# Álex Palou
Álex Palou Montalbo (San Antonio Vilamajor, Barcelona, España; 1 de abril de 1997) es un piloto de automovilismo español. Fue campeón del WSK Euro Series, subcampeón en la F3 Española, y tercero en Eurofórmula Open, F3 Japonesa y Super Fórmula Japonesa. Es piloto de IndyCar Series desde 2020, debutando con el equipo Dale Coyne Racing. Ha sido campeón en 2021, 2023, 2024 y 2025 con Chip Ganassi Racing, y quinto en 2022, siendo el primer español en lograrlo. Además, fue vencedor del Desafío del Millón de Dólares de Thermal Club de 2024, y ganador de las 500 Millas de Indianápolis de 2025, segundo en 2021, cuarto en 2023, y quinto en 2024.
Es uno de los tres pilotos que han debutado en Chip Ganassi Racing con victoria en la primera carrera (junto con Michael Andretti y Dan Wheldon). En las primeras 55 carreras disputadas en la categoría, es el tercer mejor piloto estadísticamente por detrás de Mario Andretti y A.J. Foyt, con ocho victorias, veinte podios y treinta y siete top diez. Es el cuarto piloto en conseguir tres campeonatos consecutivos, tras Ted Horn, Sébastien Bourdais y Dario Franchitti, así como el tetracampeón más joven en la historia de la IndyCar (28 años, 4 meses y 9 días).
Fue piloto reserva de la escudería McLaren de Fórmula 1 en 2022 y 2023, debutando en los entrenamientos libres del Gran Premio de los Estados Unidos de 2022.

## Trayectoria

### Karting
Álex Palou se inició en el karting a los 6 años, a esa edad logró el primer título, el del campeonato social del circuito donde se inició. Un año más tarde, debutó en el campeonato de España y consiguió finalizar en tercera posición. Con 8 años, se proclamó campeón de España alevín de 2005, conquistando esa misma temporada la prestigiosa Copa de Campeones de karting en categoría cadete.
Posteriormente, logró ganar otros tres campeonatos de España, el campeonato WSK Euro Series de 2012 y un subcampeonato de Europa, entre muchos otros trofeos. En 2013, recibió una de las becas del Banco Santander para las Jóvenes Promesas del Automovilismo, en su caso al piloto con mayor proyección del karting español. Con ello se le permitió realizar un test en el Circuito de Fiorano (Italia), sede de la Ferrari Drivers Academy.

### Buscando el camino europeo

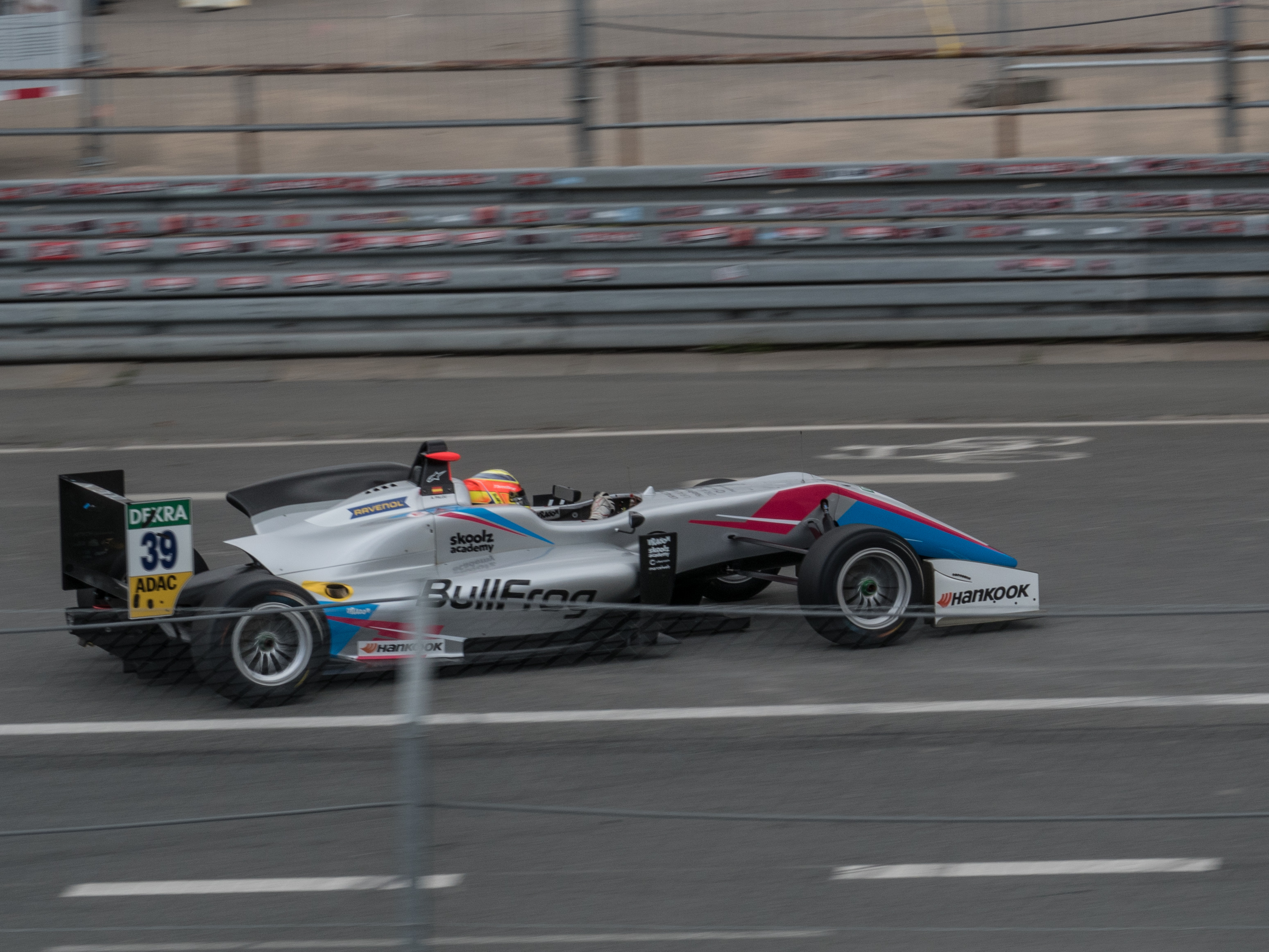
Palou en la FIA F3 en 2018

Dio el salto a monoplazas en la temporada 2014 de Eurofórmula Open con Campos Racing. En la Eurofórmula Open el piloto español logró 11 podios, entre los que se encuentran 3 victorias, logrando así el tercer lugar de la temporada, quedando a un punto de Artur Janosz, piloto ubicado en la segunda posición, mientras que en el campeonato español fue subcampeón. En agosto del mismo año, el piloto compitió en una ronda de la temporada de BRDC Fórmula 4, finalizó dos veces entre los cinco primeros, al finalizar en la quinta y cuarta posición, entre las tres carreras en las que intervino. Al finalizar el año, disputó el Gran Premio de Macao, junto a la escudería Fortec Motorsports, quedando ubicado en la decimosexta posición en la carrera.
En el año 2015 fue confirmado por Campos Racing para participar de la temporada temporada 2015 de GP3 Series. Consiguió solamente una victoria, en la carrera corta de la ronda de Yas Marina, y finalizó décimo en el campeonato. El piloto sería confirmado para participar en la temporada 2016, nuevamente para Campos Racing. Tras subir al podio únicamente en la carrera corta de Silverstone, terminó en decimoquinta posición en el campeonato, no obteniendo los resultados esperados.
En 2017 compitió en tres rondas del World Series Fórmula V8 3.5 al ser llamado por Teo Martín Motorsport para sustituir a Nelson Mason, debutando en Nürburgring y logrando tres podios, a lo largo de la temporada; volvió a competir en el Gran Premio de Macao con la misma escudería que estaba disputando el campeonato japonés. Finalizó la carrera en undécima posición y también participó en las últimas dos rondas del Campeonato de Fórmula 2 de la FIA, compitiendo para Campos Racing. En su primera ronda, disputada en el circuito de Jerez, el piloto español conseguiría sus únicos cinco puntos y una pole, tras no puntuar en la ronda de Abu Dabi terminó vigésimo primero en el campeonato de pilotos.
En 2018, fue confirmado para participar de la temporada  del Campeonato Europeo de Fórmula 3 de la FIA con la escudería Hitech Bullfrog GP. Al finalizar la temporada, el piloto quedó en séptima posición. Por segundo año consecutivo, participó del Gran Premio de Macao, ahora con la escudería B-Max Racing. Debido a un accidente en la vuelta 1, Palou no pudo continuar.

### Campeonatos japoneses
Tras la GP3, Palou había probado suerte en el campeonato de Fórmula 3 Japonesa con el equipo Threebond with Drago Corse. En su única temporada completa del año, logró tres victorias en veinte carreras, terminando el campeonato en tercera posición.
Para 2019, el piloto participó en el campeonato de Super Fórmula Japonesa con la escudería TCS Nakajima Racing, siendo compañero de Tadasuke Makino. En la primera prueba de la temporada, Palou logró clasificar en segunda posición, compartiendo la primera fila con su compañero de equipo, en la carrera marcó la vuelta más rápida, pero tuvo que retirarse debido a un problema mecánico, mientras estaba en la segunda posición. En la ronda siguiente, terminó en los puntos tras finalizar en la sexta posición. Aunque finalizó en la quinta posición en la tercera ronda, disputada en SUGO, una penalización lo hizo caer hasta la decimotercera posición. En la cuarta ronda, obtuvo la victoria, tras salir desde la pole position. En Motegi finalizó cuarto tras salir nuevamente desde la pole. Llegó a la última cita del campeonato disputada en el Circuito de Suzuka con opciones de conquistar el título al situarse tercero en la clasificación a cuatro puntos del líder y a tres del segundo clasificado. En la carrera final, el catalán largaba en la primera posición, pero una alta degradación de neumáticos provocó una parada en boxes que lo dejó último y sin chances del campeonato. Finalmente culminó tercero.
Paralelamente, compitió en la división GT300 de la temporada 2019 del Super GT Japonés, una categoría de gran turismos, con un McLaren 720S GT3.

### IndyCar Series
Álex Palou debutó en la IndyCar Series con el equipo Dale Coyne Racing with Team Goh, a tiempo completo en 2020 y sumando su primer podio en la tercera ronda del campeonato, en Road America. Finalizó 16.º esa temporada.

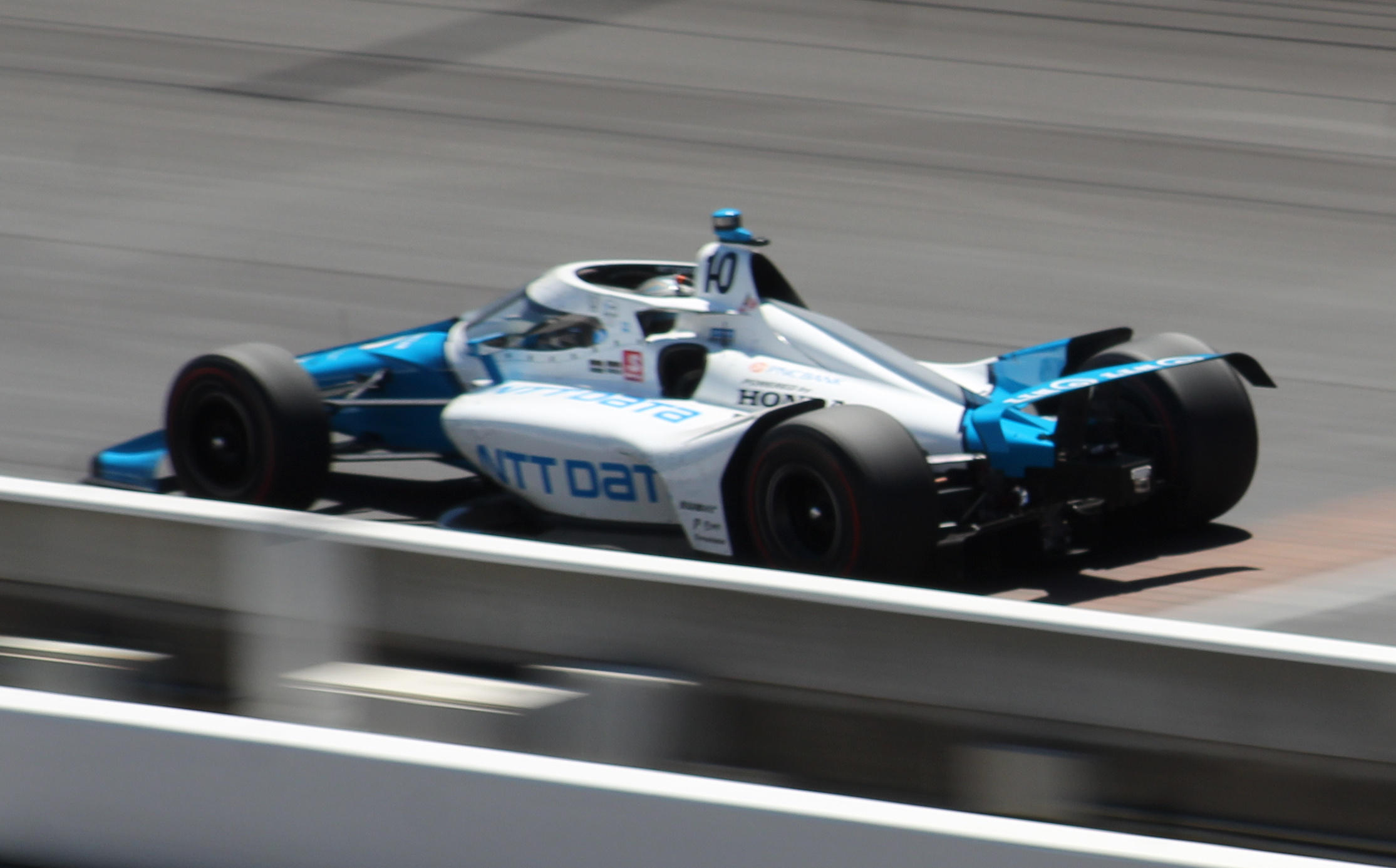
Palou durante la Indy500 (2021)

En 2021 pilota para Chip Ganassi Racing. Consiguió su primera victoria en la categoría en la primera carrera del año en Barber Motorsports Park, y se convirtió en el segundo español en ganar una carrera en IndyCar Series tras Oriol Servià en la denominada Championship Auto Racing Teams en 2005. En las 500 Millas de Indianápolis acabó en segunda posición siendo adelantado por el ganador Hélio Castroneves a dos vueltas del final de la prueba. Volvió al triunfo en Road America, adelantando a Josef Newgarden a dos vueltas para el final. Después de haber perdido el liderazgo del campeonato en Gateway, al estar involucrado en un accidente con Rinus VeeKay y Scott Dixon, Palou la recuperó con una victoria en Portland, largando desde la pole.
El 26 de septiembre de 2021 se proclamó campeón de la IndyCar Series, convirtiéndose en el primer piloto español —y quinto europeo— en ganar un campeonato de IndyCar Series. Obtuvo un total de 3 victorias, 8 podios y 10 top 5 en 16 fechas.
Palou comenzaría la temporada 2022 con podios en el Gran Premio de San Petersburgo, Long Beach y Barber, superando a sus compañeros de equipo de Chip Ganassi y colocándolo en una posición inicial sólida para defender su título. Sin embargo y tras su controversia contractual con Chip Ganassi, su ritmo decayó, siendo superado ampliamente en el campeonato por Will Power, Josef Newgarden, Scott Dixon y Marcus Ericsson. Como una chispa de esperanza de cara a la temporada 2023, Palou dominó la última carrera de la temporada en Laguna Seca, liderando con un amplio margen toda la prueba. Terminó quinto finalmente el campeonato empatado a puntos con Scott McLaughlin, que fue cuarto.

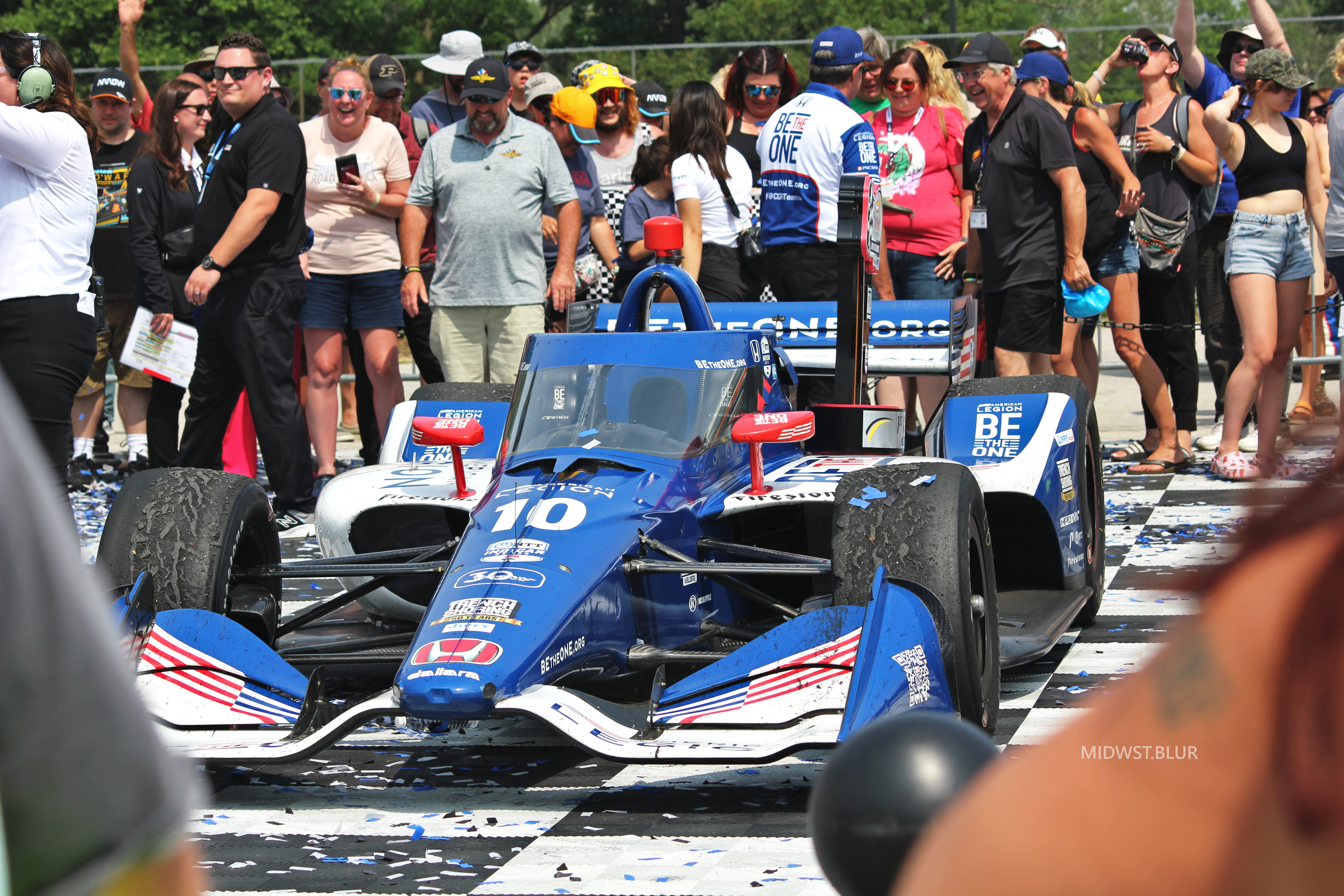
El monoplaza de Palou tras vencer en Road América (2023)

En 2023 comenzó su temporada con fuerza, logrando resultados de entre los cinco primeros en cuatro de las primeras cinco carreras y ganando el Gran Premio GMR del Indianapolis Motor Speedway, previo a la 107ª 500 Millas de Indianápolis. Durante la clasificación para las 500 Millas el 21 de mayo de 2023, Palou consiguió la pole position con un nuevo récord de velocidad de 234,217 mph (377 Km/h), superando el récord de Scott Dixon establecido el año anterior. Tras finalizar cuarto esa prueba, consiguió su segunda victoria de la temporada en el Gran Premio de Detroit y seguidamente volvió a ganar en la siguiente ronda en Road America y en Mid-Ohio. Al ganar el Gran Premio de Portland, consiguió su segundo título de IndyCar en la penúltima carrera de la temporada. 

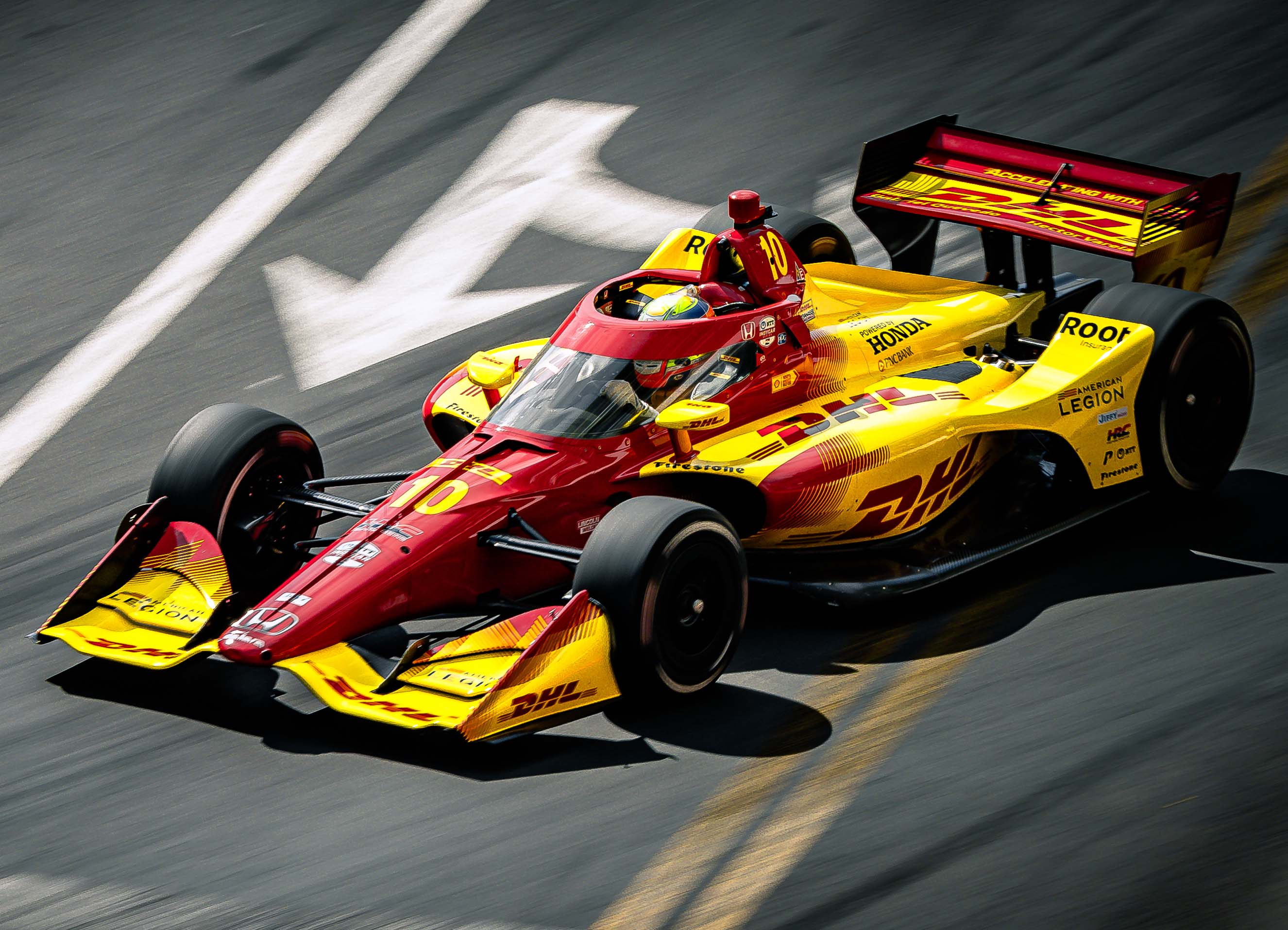
Palou en San Petersburgo (2024)

En 2024 tuvo otro buen comienzo en la IndyCar Series , terminando entre los cinco primeros en ocho de las primeras diez carreras que sumaron puntos, consiguiendo victorias en el IMS Road Course y en Laguna Seca, y tomando una temprana ventaja en la tabla de puntos del campeonato. Aunque Palou solo consiguió dos victorias durante la temporada temporada (más la victoria en el desafío del millón), utilizó la consistencia durante el resto de la temporada para superar a Colton Herta, Will Power y Scott McLaughlin y lograr su tercer campeonato de IndyCar, convirtiéndose en el primer piloto de IndyCar en ganar campeonatos consecutivos desde que Dario Franchitti lo hizo en las temporadas 2009, 2010 y 2011.
En 2025, Álex empezó la temporada arrasando en todas las carreras, de las 6 primeras pruebas ganó 5 de ellas, igualando un hito logrado por A. J. Foyt en 1979, quedando únicamente una vez segundo debido a una mala parada en boxes. Además el 25 de mayo del 2025, Álex Palou consiguió ser el primer español en ganar las 500 millas de Indianápolis, siendo su primera victoria en un circuito oval.

### Fórmula 1
El 12 de julio de 2022, Chip Ganassi Racing envió un comunicado de prensa diciendo que habían extendido el contrato de Palou para la temporada 2023 de IndyCar Series al ejercer la opción que tenían sobre su contrato. En el comunicado de prensa se incluía una cita atribuida a Palou. Horas después, Palou, a través de un hilo en Twitter denunció este comunicado de prensa, afirmó que la cita que se le atribuye fue creada por el equipo (una práctica común entre los equipos de IndyCar, según Marshall Pruett) y tampoco aprobado por él. También afirmó que había notificado previamente a Chip Ganassi Racing que tenía la intención de dejar el equipo después de la temporada 2022 y unirse a la lista de pilotos de McLaren. Momentos después de estos tuits, McLaren anunció que había firmado un contrato con Palou para 2023, aunque no se mencionó específicamente si Palou conduciría para Arrow McLaren SP. Chip Ganassi Racing respondió a esto publicando una declaración reiterando su contrato por los servicios de Palou. El 27 de julio de 2022, Chip Ganassi Racing confirmó que había presentado una demanda civil contra Palou en el condado de Marion, Indiana.
El 14 de septiembre de 2022, se anunció que se había llegado a un acuerdo alcanzado por todas las partes donde verían a Palou continuar con Chip Ganassi para la temporada 2023, con McLaren fichándolo como piloto para probar el MCL35M. Esos mismo días, Palou realizaba su primer test con dicha escudería en el circuito de Barcelona-Cataluña. Un mes más tarde, realizó su segundo test en el Red Bull Ring y McLaren confirmó su participación en la primera sesión de entrenamientos libres del Gran Premio de los Estados Unidos de 2022 al volante del MCL36 de Daniel Ricciardo.
El 1 de diciembre de 2022, McLaren confirmó que Alex sería su piloto reserva también de cara a la temporada 2023 de Fórmula 1 siempre cuando no afectase a sus compromisos en IndyCar. Sin embargo esta temporada no llegó a subirse al coche en sesión oficial y en agosto decidió no renovar de cara a 2024.

### Resistencia
Tras haber participado ya en 2022 en las 24 Horas de Daytona, en 2024 repitió en esta prueba y participó por primera vez en las 24 Horas de Le Mans, donde quedó séptimo absoluto con Cadillac con un Hypercar.

## Resumen de carrera
| Temporada | Categoría                                 | Equipo                             | Carreras          | Victorias         | Poles             | VR                | Podios            | Puntos            | Pos.              |
| --------- | ----------------------------------------- | ---------------------------------- | ----------------- | ----------------- | ----------------- | ----------------- | ----------------- | ----------------- | ----------------- |
| 2014      | Eurofórmula Open                          | Campos Racing                      | 16                | 3                 | 3                 | 4                 | 11                | 242               | 3.º               |
| 2014      | Campeonato de España de Fórmula 3         | Campos Racing                      | 6                 | 1                 | 1                 | 1                 | 5                 | 105               | 2.º               |
| 2014      | BRDC Fórmula 4                            | Sean Walkinshaw Racing             | 3                 | 0                 | 0                 | 0                 | 0                 | 48                | 23.º              |
| 2014      | Gran Premio de Macao                      | Fortec Motorsports                 |                   |                   |                   |                   |                   |                   | 16.º              |
| 2015      | GP3 Series                                | Campos Racing                      | 18                | 1                 | 0                 | 1                 | 1                 | 51                | 10.º              |
| 2016      | GP3 Series                                | Campos Racing                      | 18                | 0                 | 0                 | 1                 | 1                 | 22                | 15.º              |
| 2017      | Campeonato de Fórmula 3 Japonesa          | ThreeBond Racing with Dorago Corse | 20                | 3                 | 5                 | 3                 | 10                | 102               | 3.º               |
| 2017      | Gran Premio de Macao                      | ThreeBond Racing with Dorago Corse |                   |                   |                   |                   |                   |                   | 11.º              |
| 2017      | World Series Fórmula V8 3.5               | Teo Martín Motorsport              | 6                 | 1                 | 3                 | 1                 | 3                 | 68                | 10.º              |
| 2017      | Campeonato de Fórmula 2 de la FIA         | Campos Racing                      | 4                 | 0                 | 0                 | 0                 | 0                 | 5                 | 21.º              |
| 2018      | Campeonato Europeo de Fórmula 3 de la FIA | Hitech Bullfrog GP                 | 30                | 0                 | 0                 | 2                 | 7                 | 204               | 7.º               |
| 2018      | Gran Premio de Macao                      | B-Max Racing Team                  |                   |                   |                   |                   |                   |                   | DNF               |
| 2019      | Super GT Japonés                          | McLaren Customer Racing Japan      | 7                 | 0                 | 1                 | 0                 | 1                 | 20                | 15.º              |
| 2019      | Campeonato de Super Fórmula Japonesa      | TCS Nakajima Racing                | 7                 | 1                 | 3                 | 2                 | 1                 | 26                | 3.º               |
| 2020      | IndyCar Series                            | Dale Coyne Racing with Team Goh    | 14                | 0                 | 0                 | 1                 | 1                 | 238               | 16.º              |
| 2021      | IndyCar Series                            | Chip Ganassi Racing                | 16                | 3                 | 1                 | 3                 | 8                 | 549               | 1.º               |
| 2022      | IndyCar Series                            | Chip Ganassi Racing                | 17                | 1                 | 0                 | 3                 | 6                 | 510               | 5.º               |
| 2022      | 24 Horas de Daytona                       | Cadillac Racing                    |                   |                   |                   |                   |                   |                   | 7.º               |
| 2022      | Fórmula 1                                 | McLaren F1 Team                    | Piloto de pruebas | Piloto de pruebas | Piloto de pruebas | Piloto de pruebas | Piloto de pruebas | Piloto de pruebas | Piloto de pruebas |
| 2023      | IndyCar Series                            | Chip Ganassi Racing                | 17                | 5                 | 2                 | 4                 | 10                | 656               | 1.º               |
| 2024      | IndyCar Series                            | Chip Ganassi Racing                | 16                | 2                 | 3                 | 2                 | 4                 | 525               | 1.º               |
| 2024      | 24 Horas de Daytona                       | Cadillac Racing                    |                   |                   |                   |                   |                   |                   | DNF               |
| 2024      | 24 Horas de Le Mans - Hypercar            | Cadillac Racing                    |                   |                   |                   |                   |                   |                   | 7.º               |
| 2024      | 8 Horas de Indianápolis                   | Mercedes Team Lone Star Racing     |                   |                   |                   |                   |                   |                   | 13.º              |
| 2025      | IndyCar Series                            | Chip Ganassi Racing                | Disputándose      | Disputándose      | Disputándose      | Disputándose      | Disputándose      | Disputándose      | 1.º               |
| Fuente:   |                                           |                                    |                   |                   |                   |                   |                   |                   |                   |

## Resultados

### GP3 Series
(Clave) (negrita indica pole position) (cursiva indica vuelta rápida puntuable)

| Año  | Escudería     | 1   | 1   | 2   | 2   | 3   | 3   | 4   | 4   | 5   | 5   | 6   | 6   | 7   | 7   | 8   | 8   | 9   | 9   | Pos. | Puntos | Ref.   |
| ---- | ------------- | --- | --- | --- | --- | --- | --- | --- | --- | --- | --- | --- | --- | --- | --- | --- | --- | --- | --- | ---- | ------ | ------ |
| 2015 | Campos Racing | BAR | BAR | SPI | SPI | SIL | SIL | BUD | BUD | SPA | SPA | MNZ | MNZ | SOC | SOC | SAK | SAK | YMC | YMC | 10.º | 51     | [ 19 ] |
| 2015 | Campos Racing | 12  | 20  | 14  | Ret | Ret | 13  | 19  | 18  | 7   | 5   | 7   | 10  | 4   | 9   | Ret | 10  | 8   | 1   | 10.º | 51     | [ 19 ] |
| 2016 | Campos Racing | BAR | BAR | SPI | SPI | SIL | SIL | BUD | BUD | HOC | HOC | SPA | SPA | MNZ | MNZ | KUA | KUA | YMC | YMC | 15.º | 22     | [ 22 ] |
| 2016 | Campos Racing | 19  | 14  | 16  | 11  | 10  | 2   | 11  | 14  | 16  | 19† | 13  | 11  | 11  | 7   | 14  | 19  | 10  | 5   | 15.º | 22     | [ 22 ] |

### Gran Premio de Macao
| Año  | Escudería         | Q  | QR | Pos. |
| ---- | ----------------- | -- | -- | ---- |
| 2014 | Fortec Motorsport | 14 | R  | 16   |
| 2017 | ThreeBond Racing  | 21 | 18 | 11   |
| 2018 | B-Max Racing Team | 13 | 12 | R    |

### World Series Fórmula V8 3.5
(Clave) (negrita indica pole position) (cursiva indica vuelta rápida)

| Año     | Equipo                | 1     | 2     | 3     | 4     | 5     | 6     | 7     | 8     | 9     | 10    | 11       | 12      | 13      | 14        | 15      | 16    | 17    | 18    | Pos. | Puntos |
| ------- | --------------------- | ----- | ----- | ----- | ----- | ----- | ----- | ----- | ----- | ----- | ----- | -------- | ------- | ------- | --------- | ------- | ----- | ----- | ----- | ---- | ------ |
| 2017    | Teo Martín Motorsport | SIL 1 | SIL 2 | SPA 1 | SPA 2 | MNZ 1 | MNZ 2 | JER 1 | JER 2 | ALC 1 | ALC 2 | NÜR 1 11 | NÜR 2 1 | MEX 1 3 | MEX 2 Ret | COA 1 5 | COA 2 | BHR 1 | BHR 2 | 10.º | 68     |
| Fuente: |                       |       |       |       |       |       |       |       |       |       |       |          |         |         |           |         |       |       |       |      |        |

### Campeonato de Fórmula 2 de la FIA
(Clave) (negrita indica pole position) (cursiva indica vuelta rápida puntuable)

| Año  | Escudería     | 1   | 1   | 2   | 2   | 3   | 3   | 4   | 4   | 5   | 5   | 6   | 6   | 7   | 7   | 8   | 8   | 9   | 9   | 10  | 10  | 11  | 11  | Pos. | Puntos | Ref.   |
| ---- | ------------- | --- | --- | --- | --- | --- | --- | --- | --- | --- | --- | --- | --- | --- | --- | --- | --- | --- | --- | --- | --- | --- | --- | ---- | ------ | ------ |
| 2017 | Campos Racing | SAK | SAK | BAR | BAR | MON | MON | BAK | BAK | SPI | SPI | SIL | SIL | BUD | BUD | SPA | SPA | MNZ | MNZ | JER | JER | YMC | YMC | 21.º | 5      | [ 31 ] |
| 2017 | Campos Racing |     |     |     |     |     |     |     |     |     |     |     |     |     |     |     |     |     |     | 8   | 8   | 12  | 12  | 21.º | 5      | [ 31 ] |

### Campeonato Europeo de Fórmula 3 de la FIA
(Clave) (negrita indica pole position) (cursiva indica vuelta rápida)

| Año     | Equipo             | Motor    | 1       | 2     | 3        | 4        | 5       | 6         | 7        | 8       | 9         | 10       | 11      | 12      | 13      | 14       | 15      | 16      | 17       | 18      | 19      | 20    | 21      | 22        | 23      | 24    | 25      | 26        | 27       | 28      | 29      | 30    | Pos. | Puntos |
| ------- | ------------------ | -------- | ------- | ----- | -------- | -------- | ------- | --------- | -------- | ------- | --------- | -------- | ------- | ------- | ------- | -------- | ------- | ------- | -------- | ------- | ------- | ----- | ------- | --------- | ------- | ----- | ------- | --------- | -------- | ------- | ------- | ----- | ---- | ------ |
| 2018    | Hitech Bullfrog GP | Mercedes | PAU 1 7 | PAU 2 | PAU 3 19 | HUN 1 12 | HUN 2 3 | HUN 3 Ret | NOR 1 11 | NOR 2 4 | NOR 3 Ret | ZAN 1 10 | ZAN 2 4 | ZAN 3 6 | SPA 1 2 | SPA 2 11 | SPA 3 9 | SIL 1 7 | SIL 2 11 | SIL 3 7 | MIS 1 8 | MIS 2 | MIS 3 6 | NÜR 1 Ret | NÜR 2 6 | NÜR 3 | RBR 1 3 | RBR 2 Ret | RBR 3 10 | HOC 1 4 | HOC 2 8 | HOC 3 | 7.º  | 204    |
| Fuente: |                    |          |         |       |          |          |         |           |          |         |           |          |         |         |         |          |         |         |          |         |         |       |         |           |         |       |         |           |          |         |         |       |      |        |

### Super GT Japonés
(Clave) (negrita indica pole position) (cursiva indica vuelta rápida)

| Año  | Equipo                        | Automóvil        | Clase | 1   | 2   | 3   | 4   | 5   | 6   | 7   | 8   | Pos. | Puntos | Ref.   |
| ---- | ----------------------------- | ---------------- | ----- | --- | --- | --- | --- | --- | --- | --- | --- | ---- | ------ | ------ |
| 2019 | McLaren Customer Racing Japan | McLaren 720S GT3 | GT300 | OKA | FUJ | SUK | CHA | FUJ | AUT | SUZ | MOT | 15.º | 20     | [ 83 ] |
| 2019 | McLaren Customer Racing Japan | McLaren 720S GT3 | GT300 | 19  | 14  | 13  |     | Ret | 2   | 12  | 7   | 15.º | 20     | [ 83 ] |

### Campeonato de Super Fórmula Japonesa
(Clave) (negrita indica pole position) (cursiva indica vuelta rápida)

| Año  | Equipo              | 1   | 2   | 3   | 4   | 5   | 6   | 7   | Pos. | Puntos | Ref.   |
| ---- | ------------------- | --- | --- | --- | --- | --- | --- | --- | ---- | ------ | ------ |
| 2019 | TCS Nakajima Racing | SUZ | AUT | SUG | FUJ | MOT | OKA | SUZ | 3.º  | 26     | [ 84 ] |
| 2019 | TCS Nakajima Racing | Ret | 6   | 13  | 1   | 4   | 4   | 19  | 3.º  | 26     | [ 84 ] |

### IndyCar Series
(Clave) (negrita indica pole position) (cursiva indica vuelta rápida)

| Año     | Equipo                          | Motor | 1      | 2      | 3     | 4     | 5      | 6      | 7       | 8      | 9      | 10     | 11     | 12     | 13     | 14     | 15    | 16     | 17     | 18     | Pos. | Puntos |
| ------- | ------------------------------- | ----- | ------ | ------ | ----- | ----- | ------ | ------ | ------- | ------ | ------ | ------ | ------ | ------ | ------ | ------ | ----- | ------ | ------ | ------ | ---- | ------ |
| 2020    | Dale Coyne Racing with Team Goh | Honda | TEX 23 | IMS 19 | ROA 3 | ROA 7 | IOW 11 | IOW 14 | INDY 28 | GTW 15 | GTW 12 | MDO 12 | MDO 23 | IMS 17 | IMS 9  | STP 13 |       |        |        |        | 16.º | 238    |
| 2021    | Chip Ganassi Racing             | Honda | ALA 1  | STP 17 | TXS 4 | TXS 7 | IMS 3  | INDY 2 | DET 15  | DET 3  | ROA 1  | MDO 3  | NSH 7  | IMS 27 | GTW 20 | POR 1  | LAG 2 | LBH 4  |        |        | 1.º  | 549    |
| 2022    | Chip Ganassi Racing             | Honda | STP 2  | TXS 7  | LBH 3 | ALA 2 | IMS 20 | INDY 9 | DET 6   | ROA 27 | MDO 2  | TOR 6  | IOW 5  | IOW 13 | IMS 10 | NSH 3  | GTW 9 | POR 12 | LAG 1  |        | 5.º  | 510    |
| 2023    | Chip Ganassi Racing             | Honda | STP 8  | TXS 3  | LBH 5 | ALA 5 | IMS 1  | INDY 4 | DET 1   | ROA 1  | MDO 1  | TOR 2  | IOW 8  | IOW 3  | NSH 3  | IMS 7  | GAT 7 | POR 1  | LAG 3  |        | 1.º  | 656    |
| 2024    | Chip Ganassi Racing             | Honda | STP 4  | THE 1  | LBH 3 | ALA 5 | IGP 1  | INDY 5 | DET 16  | ROA 4  | LAG 1  | MDO 2  | IOW 23 | IOW 2  | TOR 4  | GAT 4  | POR 2 | MIL 5  | MIL 19 | NSH 11 | 1.º  | 544    |
| 2025*   | Chip Ganassi Racing             | Honda | STP 1  | THE 1  | LBH 2 | ALA 1 | IGP 1  | INDY 1 | DET 25  | GAT 8  | ROA 1  | MDO 2  | IOW 5  | IOW 1  | TOR 12 | LAG 1  | POR 3 | MIL    | NSH    |        | 1.º  | 626    |
| Fuente: |                                 |       |        |        |       |       |        |        |         |        |        |        |        |        |        |        |       |        |        |        |      |        |

- * Temporada en progreso.

#### 500 Millas de Indianápolis
| Año     | Chasis  | Motor | Inicio | Final | Equipo                          |
| ------- | ------- | ----- | ------ | ----- | ------------------------------- |
| 2020    | Dallara | Honda | 7      | 28    | Dale Coyne Racing with Team Goh |
| 2021    | Dallara | Honda | 6      | 2     | Chip Ganassi Racing             |
| 2022    | Dallara | Honda | 2      | 9     | Chip Ganassi Racing             |
| 2023    | Dallara | Honda | 1      | 4     | Chip Ganassi Racing             |
| 2024    | Dallara | Honda | 14     | 5     | Chip Ganassi Racing             |
| 2025    | Dallara | Honda | 6      | 1     | Chip Ganassi Racing             |
| Fuente: |         |       |        |       |                                 |

### Fórmula 1
(Clave) (negrita indica pole position) (cursiva indica vuelta rápida)

| Año     | Escudería       | 1   | 2   | 3   | 4   | 5   | 6   | 7   | 8   | 9   | 10  | 11  | 12  | 13  | 14  | 15  | 16  | 17  | 18  | 19     | 20  | 21  | 22  | Pos. | Puntos |
| ------- | --------------- | --- | --- | --- | --- | --- | --- | --- | --- | --- | --- | --- | --- | --- | --- | --- | --- | --- | --- | ------ | --- | --- | --- | ---- | ------ |
| 2022    | McLaren F1 Team | BHR | ARA | AUS | EMI | MIA | ESP | MON | AZE | CAN | GBR | AUT | FRA | HUN | BEL | NED | ITA | SIN | JPN | USA TD | MEX | SÃO | ABU |      |        |
| Fuente: |                 |     |     |     |     |     |     |     |     |     |     |     |     |     |     |     |     |     |     |        |     |     |     |      |        |

### 24 Horas de Daytona
| Año     | Equipo                   | Copilotos                                           | Automóvil           | Clase | Vueltas | Pos. | Pos. Clase |
| ------- | ------------------------ | --------------------------------------------------- | ------------------- | ----- | ------- | ---- | ---------- |
| 2022    | Cadillac Racing          | Sébastien Bourdais Scott Dixon Renger van der Zande | Cadillac DPi-V.R    | DPi   | 722     | 14.º | 7.º        |
| 2024    | Cadillac Racing          | Sébastien Bourdais Scott Dixon Renger van der Zande | Cadillac V-Series.R | GTP   | 423     | DNF  | DNF        |
| 2025    | Acura Meyer Shank Racing | Kakunoshin Ohta Nick Yelloly Renger van der Zande   | Acura ARX-06        | GTP   | 741     | 15.º | 8.º        |
| Fuente: |                          |                                                     |                     |       |         |      |            |

### 24 Horas de Le Mans
| Año     | Equipo          | Copilotos             | Automóvil           | Clase    | Vueltas | Pos. | Pos. Clase |
| ------- | --------------- | --------------------- | ------------------- | -------- | ------- | ---- | ---------- |
| 2024    | Cadillac Racing | Earl Bamber Alex Lynn | Cadillac V-Series.R | Hypercar | 311     | 7.º  | 7.º        |
| Fuente: |                 |                       |                     |          |         |      |            |

### 12 Horas de Sebring
| Año  | Equipo             | Copilotos                         | Automóvil    | Clase | Vueltas | Pos. | Pos. Clase |
| ---- | ------------------ | --------------------------------- | ------------ | ----- | ------- | ---- | ---------- |
| 2025 | Meyer Shank Racing | Renger van der Zande Nick Yelloly | Acura ARX-06 | GTP   | 353     | 3.º  | 3.º        |

### 8 Horas de Indianápolis
| Año  | Equipo                             | Copilotos                  | Automóvil            | Clase | Vueltas | Pos. | Pos. Clase |
| ---- | ---------------------------------- | -------------------------- | -------------------- | ----- | ------- | ---- | ---------- |
| 2024 | Mercedes-AMG Team Lone Star Racing | Fabian Schiller Luca Stolz | Mercedes-AMG GT3 Evo | Pro   | 271     | 13.º | 8.º        |

## Vida personal

### Palou Motorsport
En enero de 2023, se anunció la creación de su escudería de automovilismo: Palou Motorsport, que compite en la primera temporada de la Eurocup-3 con su padre Ramón Palou como director y el apoyo técnico de ThreeBond Racing.
El 14 de noviembre de 2023, se confirmó la presencia del equipo para el Campeonato de España de Fórmula 4 en 2024.